# Williams Racing
Williams Grand Prix Engineering Ltd., kører under navnet Williams Racing, er et britisk Formel 1-team, grundlagt i 1977 af Sir Frank Williams og Sir Patrick Head. Siden 1977-sæsonen har Williams-teamet været en del af Formel 1.
Williams havde stor succes i 1980 og 1990'erne, hvor de vandt ni konstruktørmesterskaber og syv kørermesterskaber De blev da regnet som en af de «tre store», sammen med Ferrari og McLaren.

## Historie
Frank Williams startede det nuværende Williams-team i 1977, efter sit tidligere team, Frank Williams Racing Cars, ikke havde fået den ønskede succes. På trods af løftet fra den nye ejer, den canadiske millionær Walter Wolf, blev bilerne ikke konkurrencedygtige. Til sidst Williams forlod sit eget team, som efterfølgende blev omdøbt Walter Wolf Racing.
Williams flyttede til Didcot, for at genopbygge hans team som "Williams Grand Prix Engineering". Han rekrutterede den unge ingeniør Patrick Head, til at arbejde for teamet, at de skabte "Williams-Head" partnerskabet.
i september 2020 forlod Williams familien formel 1, holdet blev i F1 da det blev solgt til det amerikanske firma Dorilton Capital.

## Verdensmestre
Følgende kørere er blevet verdensmester hos Williams:
- Alan Jones (1980)
- Keke Rosberg (1982)
- Nelson Piquet (1987)
- Nigel Mansell (1992)
- Alain Prost (1993)
- Damon Hill (1996)
- Jacques Villeneuve (1997)